# Bob Falkenburg
Robert Falkenburg (29. ledna 1926, New York – 6. ledna 2022, Santa Ynez) byl americký tenista a podnikatel. Měl na svém kontě tři grandslamová vítězství: roku 1948 vyhrál dvouhru ve Wimbledonu, rok předtím tamtéž mužskou čtyřhru (s Jackem Kramerem) a v roce 1944 čtyřhru na americkém šampionátu v páru s Donem McNeillem. V roce 1945 hrál v mužském deblu na US Open neúspěšně finále, s Jackem Tuerem, a ve stejném roce se na domácím grandslamu probil do finále i v mixu, spolu s Doris Hartovou. V roce 1974 byl uveden do Mezinárodní tenisové síně slávy. V roce 1952 začal podnikat v Brazílii, odkud pocházela jeho manželka (sňatek 1947). Rozhodl se zavést na brazilský trh zmrzlinu a koncept rychlého občerstvení (obojí tam bylo v té době zcela neznámé). Výsledkem byl nakonec řetězec restaurací Bob's, první fast food v Jižní Americe, který pak prodal roku 1974 (v té době měl 12 restaurací, v roce 2022 již víc než 1000). V Brazílii i dlouho žil a dokonce ji v letech 1954 a 1955 reprezentoval v Davisově poháru. V roce 1970 se ale vrátil do Spojených států. Poměrně intenzivně se po konci tenisové kariéry začal věnovat i amatérskému golfu. Vyhrál několik turnajů a stal se prezidentem Bel-Air Country Club v Los Angeles. Jeho sestra Jinx Falkenburgová byla známou modelkou a televizní osobností.